# لوك والتون (مجدف)
لوك والتون (بالإنجليزية: Luke Walton)‏ هو مجدف أمريكي، ولد في 29 مايو 1979 في باواي في الولايات المتحدة.

## وصلات خارجية
- لوك والتون على موقع الاتحاد الدولي للتجديف (الإنجليزية)
- لوك والتون على موقع اللجنة الأولمبية الدولية (الإنجليزية)
- لوك والتون على موقع أوليمبيديا (الإنجليزية)